# 주덕역
주덕역(Judeok station, 周德驛)은 충청북도 충주시 주덕읍에 있는 충북선의 역이다.

## 연혁
- 1928년 12월 25일 : 보통역으로 영업 개시, 역명은 대소원역
- 1947년 5월 1일 : 주덕역으로 역명 변경
- 1980년 10월 12일 : 현재의 역사 준공
- 2006년 11월 15일 : 화물취급 중지
- 2010년 3월 31일 : 충북선 누리로 개통으로 운행 개시
- 2012년 9월 17일 : 누리로 운행 종료
- 2014년 5월 1일 : 충북종단열차 개통으로 운행 개시
- 2015년 12월 31일 : 충북선 누리로 재운행
- 2016년 12월 9일 : 누리로 운행 종료
- 2018년 7월 1일 : 충북선 1281,1282열차 누리로 운행 개시

### 승강장
| ↑음성           |
| ４３ \| ２１ \| |
| 충주↓           |

| 1 | 충북선 | 무궁화호 | 사용하지 않음    |
| 2 | 충북선 | 무궁화호 | 충주 · 제천 방면 |
| 3 | 충북선 | 무궁화호 | 대전 · 서울 방면 |
| 4 | 충북선 | 무궁화호 | 사용하지 않음    |

## 인접한 역
| 충북선         | 충북선        | 충북선         |
| -------------- | ------------- | -------------- |
| 음성 대전 방면 | 무궁화 충북선 | 충주 제천 방면 |